# 佐洛圖哈
49°45′40″N 29°43′12″E / 49.76111°N 29.72000°E
佐洛圖哈（烏克蘭語：Золотуха）是位於烏克蘭北部的村莊，由基辅州白采爾克瓦區的斯克維拉市鎮負責管轄。該村面積0.9平方公里，海拔高度190米，2001年人口176，人口密度每平方公里195.6人。